# Esztergom elpusztult középkori templomai és kápolnái
Esztergom sok középkori egyházi épülete az 1500-1600-as években fokozatosan elpusztult a török elleni háborúkban. A vár rendszeres ostromai során meggyengült erődítményt, a megsérült egyházi épületek anyagát is felhasználva erősítették meg, az utolsó maradványokat az 1700-as évek újjáépítései során véglegesen széthordták. Csak korabeli leírások utalnak arra, hogy egy-egy régészek által feltárt rom maradvány, melyik középkori templomhoz, kolostorhoz tartozhatott.
A középkori városrészekben, és a hozzá szorosan kapcsolódó településeken összesen 38 templomról, 11 kolostorról, konventről és lovagházról tudunk.

## Várhegy
- A Szent István vértanú templom a Várhegy északi oldalán állt, a feltételezések szerint Géza fejedelem építtette. 1391-ig érseki kápolna volt. Az évszázadok alatt rommá lett, maradványait a mai Bazilika építése idején elbontották, Esztergom város a régészeti feltárások eredményeként 2000-ben a templom oltárának feltételezett helyén szabadtéri oltárt állíttatott. Az oltár előtti kőlapokon megtekinthető a Szent István vértanú templom korabeli alaprajza.
- A Szent Adalbert székesegyházat – vagy Szép templomot – feltehetően Szent István alapította az érsekség megszervezésének idején. A templom a 12. században elpusztult egy tűzvészben, majd újjáépítették és a 14.-15. században több érsek is átépíttette. A templom háromhajós volt, nyugati homlokzatán két torony állt. A tornyok között helyezkedett el a Porta speciosa, a híres főkapu. A templomban tizenegy oltár állt, belsejében két kápolna is helyet kapott, Szent András és Szent Jeromos kápolnája.
- A 13-16. században a templom oldalához is kápolnákat építettek. Ezek: a Szent Lúcia kápolna az előcsarnok északnyugati oldalán, a Szentháromság kápolna az előbbitől keletre, a Boldogságos Szűz kápolnája a templom északi oldalán, az Oltáriszentség kápolna az előbbitől keletre, a Krisztus teste kápolna a templom délkeleti oldalán, illetve a Bakócz-kápolna, az előbbi mellett nyugatra. A templom mellett, a temetőben két további kápolna állt Szent Mihály arkangyal kápolnája és a Szent László kápolna. A felsorolt kápolnák és a főtemplom a török háborúk idején elpusztultak a Bakócz-kápolna kivételével, mely ma a Bazilikában található. A rommá lett kápolnák maradványait a mai főszékesegyház építésekor széthordták, a jelentősebb faragványokból néhány ma a Vármúzeumban látható.
- A Várkápolna a királyi család, majd a 13. századtól az érsekek magánkápolnája volt, melyet III. Béla építtetett a 12. század végén. Ez a korai gótika első emléke Közép-Európában. A kápolna a török háborúk idején beomlott, az 1930-as években feltárták és rekonstruálták.
- Szintén a Várhegyen állt a Szent Vid kápolna, mely az előzőekhez hasonlóan elpusztult. 2015 nyarán a Pázmány Péter Katolikus Egyetem Régészeti Tanszéke tárta fel a romokat.[1]

## Víziváros
- A Szent László templom volt a Víziváros plébániatemploma, melynek első okleveles említése 1372-ben történt és amely a 16. század végén még fennállt.
- A mai vízivárosi templom helyén is középkori templom állt, melynek védőszentjét nem ismerjük. Egy 1594. évi ábrázolás szerint homlokzata torony nélküli volt. A templom maradványai a mai plébániatemplom építésekor kerültek elő.
- A mai plébániaház helyén szintén egy templom állt, amelyet a törökök a 16. században dzsámivá építettek át, ezt alakították lakóházzá 1788-ban.

## Királyi város
- A Szent Lőrinc-templom a királyi város északi kapuja mellett állt a mai Széchenyi tér és Lőrinc utca találkozásánál. Az eredetileg patkó alakú templomot a 16. században gótikus stílusban átépítve háromhajóssá alakították. A maradványokat feltárták, alaprajzát ismerjük. Egy 1543. évi ábrázolás szerint egy tornya volt. A 19. század végén, Récsey Viktor ásatásai során a 14. századi, gótikus szentélyen belül megtalálták egy korai, patkó alakú szentély falát, amely a 11-12. századi királyi udvarnokok plébániatemplomának maradványa volt. A tér 2006-os felújítása során a templomot ismét feltárták, alaprajzát a tér kövezetében rajzolták ki.
- A Szent Miklós templom a királyi város piacterén állt, már 1156-ban említik, ez volt a város leggazdagabb plébániája. A templom a mai Deák Ferenc utca és Bottyán János utca által körbezárt terület Széchenyi tér felőli részén állt. Falai szintén jelölve vannak a Városháza és a szökőkút közötti területen a kövezetben.
- A ferencesek Segítő-Szűz Máriáról nevezett templomát és kolostorát 1224-ben alapították, de az a tatárjáráskor elpusztult. IV. Béla király építtette újjá és az adatok szerint családjával együtt ide temetkezett. A Szent Adalbert székesegyház után ez volt feltehetően a város második legnagyobb temploma. A rendelkezésre álló adatok és régészeti feltárások alapján valahol a mai ferences templom környékén állhatott. A ferencesek templomának pontos helye nem ismeretes, egy 18. századi feljegyzés alapján, korábban a mai belvárosi plébániatemplom udvarán kezdték keresni. Itt találtak is Árpád-kori eredetű templommaradványokat, azonban ezek a kis méret alapján nem lehetnek a ferences templom maradványai.
- A Szent Márton templom és domonkos kolostor az adatok alapján már 1231-ben létezett, pontos helye vitatott.
- A Szent kereszt templom, az adatok alapján a johannita ispotályos keresztesek Szent Kereszt házának temploma, melyet plébániatemplomként is említenek az oklevelek. E templom illetve johannita kolostor maradványait találták meg a Rác templom plébániájának építése során a Kossuth Lajos utcán.
- A Mária-Magdolna plébániatemplom, a Szent Egyed templom, a Szent Péter templom valamint a templomos lovagok ennek közelében álló rendháza és a Szent Jakab templom pontos elhelyezkedése ismeretlen, okleveles említésük a 13. századból maradt ránk.
- Szintén a királyi városban, annak déli részén állt a zsinagóga, mely körül a zsidó negyed helyezkedett el, és amelyet már 1050-ben említenek. A zsinagóga pontos helye szintén nem ismert.

## Külvárosok
- A Szent György prépostsági templom a mai Szentgyörgymezőn állt, már a 12. században említették. A mai plébániatemplomot a régi alapfalakon építették újjá a 18. században.
- A Szent Ambrus-templomot az oklevelek a 14. században említik először, egyes feltételezések szerint Libár – vagy Libád – városrészben állt, pontos helye nem ismert.
- A Szent Tamás prépostsági templomot III. Béla király uralkodása idején építette Bánfi Lukács esztergomi érsek, Becket Szent Tamás tiszteletére. A feltételezések szerint a Szent Tamás hegyen, a Lépcső utca felső részénél állhatott.
- A Szent Erzsébet-templom és ispotály a Szent Tamás hegy lábánál fakadó meleg forrásokra épült közfürdő mellett állt. A közfürdőt IV. Béla király a johannitáknak adományozta 1238-ban, akik a fürdő mellett felépítették a templomot és ispotályt.
- Keresztelő Szent János temploma a Szent Tamás hegy délkeleti lábánál lévő Örmény nevű városrész plébániája volt, amelyet már 1281-ben említenek a leírások, maradványai egyes feltételezések szerint a mai Szent István-kápolna környékén keresendők.
- A Szent Anna-templomot és Ágoston-rendi kolostort a Szent Tamás hegy déli lábánál 1262-ben alapították és 1284-ben már állt a templom és kolostor. A kolostorban uralkodói engedéllyel főiskolai oktatás folyt.
- A Szent Domonkos-templom az Újfalu nevű városrész plébániatemploma volt, első említése 1264-ben történt. Maradványait 1963-ban a Siszler úton találták meg. Innen indult el Julianus barát keleti útjára, hogy megkeresse a magyarok őshazáját.[2]
- A Szent Kozma-Damján templom Esztergom délkeleti külvárosának Kovácsi városrésznek volt a plébániatemploma. A rendelkezésre álló adatok alapján, Szent István korában épült a templom, mely háromhajós, kéttornyú épület volt, maradványai a vasútállomás mellett kerültek elő.
- A Szent Mihály arkangyal templom és a Szent János evangélista templom Kovácsi városrészben álltak, már 1270-ben említik őket, pontos helyük azonban nem ismert.
- A Szent Lázárról nevezett keresztes templom, konvent és ispotály feltehetően a 12. században épült, a királyi várostól délre, Szentlázár városrészben. Emlékét a 18-19. századig a Lázár-domb elnevezés őrizte meg.
- A Szűz Mária templom és cisztercita monostor már 1204-ben fennállt, egyes feltételezések szerint a mai Táti és Dorogi út közötti területen. Maradványai napjainkig nem találták meg.
- A Szent Pál-templom Esztergom déli, Szentpál városrészének volt plébániatemploma, melyet már 1236-ban említenek. Alapfalai a Kis-Dunához közel egy ipari üzem területén kerültek elő.
- Szent István vértanú temploma Esztergom Szent István nevű – Szentpáltól délre fekvő – városrészének volt plébániatemploma, melyet már a 12. század végén említenek a leírások.
- A Szent András-templom volt a 12. századtól Szentkirálynak nevezett városrész első plébániatemploma. A templom már Szent István idején épült, de a 14. században már csupán a romjai álltak, az épület maradványait és temetőjét feltárták
- A Szent István templom, keresztes konvent és ispotály Szentkirály városrész névadója, melyet II. Géza király alapított Szent István keresztes kanonokrendje számára. A templom mellett állt Szent Elek és Szent Balázs kápolnája is. A konvent hiteles helyként működött. A templom háromhajós, kéttornyú volt, melynek maradványait 1895-96-ban feltárták.
- A Szűz Mária-templom és kolostor a Prímás-szigeten állt. A bencés rendi apácakolostort és templomár feltehetően a 11. században alapították. Maradványait, és a kolostor kertjében lévő temetkezési kápolna alapfalait a hajóállomástól 200 méterre, délre tárták fel.
- A város délkeleti határában az Árpád-kori Peszér, vagy Petény nevű település egykori helyén találtak templomra és temetőre utaló nyomokat.
- A Krisztus teste kápolna létezéséről, egy 1548. évi dokumentumból tudunk, a leírás szerint a városon kívül állt, a szántóföldek között. A kápolna helye és építésének ideje ismeretlen.

## A város határa
- A Szent Kozma-Damján templom a várostól északra, Zamárd faluban állt. A templom feltehetően a 11. századból származott.
- A Szent Margit templom a várostól délre volt, a Bille nevű földön, a 13. század végén többször említik, pontos helye ismeretlen.
- A Szent Tamás templom a várostól délnyugatra helyezkedett el Zsidód faluban, a Kenyérmezői-patak mellett. A félköríves szentélyű, kis templomot a 14. század elején lerombolták.
- A Szent Márton plébániatemplom a várostól délkeletre állt Bajon, pontos helye nem ismert. Első említése a 14. század végéről ismert.
- 1892-ben feltárták az elpusztult Ákospalota nevű településrészen egy ismeretlen védőszentű Árpád-kori, kis templom maradványait.